# 泰云算盘子
泰云算盘子（学名：Glochidion triandrum var. siamense）为大戟科算盘子属下的一个变种。

## 扩展阅读
- 維基物種上的相關：泰云算盘子